# Joseph Paintsil
Joseph Paintsil (Accra, 1º febbraio 1998) è un calciatore ghanese, centrocampista dei LA Galaxy e della nazionale ghanese.

## Caratteristiche tecniche
È un trequartista.

## Carriera

### Club
È cresciuto nelle giovanili del Tema Youth.
Nel 2017 viene ceduto in prestito agli ungheresi del Ferencváros. Al termine della sua prima stagione europea mette a segno 10 reti in 25 presenze.
Nel luglio 2018 viene acquistato dal Genk.
Il 10 settembre 2020 viene ceduto in prestito all'Ankaragücü.

### Nazionale
Ha giocato nella nazionale ghanese Under-23.
Il 25 maggio 2017 ha esordito con la nazionale maggiore ghanese in occasione dell'amichevole pareggiata 1-1 contro il Benin; è stato convocato per la Coppa delle nazioni africane 2021.

## Statistiche

### Presenze e reti nei club
Statistiche aggiornate al 14 ottobre 2023.
| Stagione        | Squadra         | Campionato      | Campionato | Campionato | Coppe nazionali | Coppe nazionali | Coppe nazionali | Coppe internazionali | Coppe internazionali | Coppe internazionali | Altre coppe | Altre coppe | Altre coppe | Totale | Totale |
| Stagione        | Squadra         | Comp            | Pres       | Reti       | Comp            | Pres            | Reti            | Comp                 | Pres                 | Reti                 | Comp        | Pres        | Reti        | Pres   | Reti   |
| --------------- | --------------- | --------------- | ---------- | ---------- | --------------- | --------------- | --------------- | -------------------- | -------------------- | -------------------- | ----------- | ----------- | ----------- | ------ | ------ |
| 2017            | Tema Youth      | GPL             | 22         | 10         | -               | -               | -               | -                    | -                    | -                    | -           | -           | -           | 22     | 10     |
| 2017-2018       | Ferencváros     | NBI             | 25         | 10         | MK              | 2               | 0               | UEL                  | -                    | -                    | -           | -           | -           | 27     | 10     |
| 2018-2019       | Genk            | D1              | 18+7       | 2+1        | CB              | 3               | 0               | UEL                  | 9                    | 2                    | -           | -           | -           | 37     | 5      |
| 2019-2020       | Genk            | D1              | 18         | 1          | CB              | 2               | 0               | UCL                  | 2                    | 0                    | -           | -           | -           | 22     | 1      |
| 2020-2021       | Ankaragücü      | SL              | 33         | 11         | TK              | 0               | 0               | -                    | -                    | -                    | -           | -           | -           | 33     | 11     |
| 2021-2022       | Genk            | D1              | 22+6       | 2+1        | CB              | 2               | 3               | UCL+UEL              | 1+4                  | 0+1                  | SB          | 1           | 0           | 36     | 7      |
| 2022-2023       | Genk            | D1              | 30+6       | 14+3       | CB              | 3               | 1               | -                    | -                    | -                    | -           | -           | -           | 39     | 18     |
| 2023-2024       | Genk            | D1              | 10         | 2          | CB              | 0               | 0               | UCL+UEL+UECL         | 2+2+1                | 0+1+1                | -           | -           | -           | 15     | 4      |
| Totale Genk     | Totale Genk     | Totale Genk     | 98+19      | 21+5       |                 | 10              | 4               |                      | 21                   | 5                    |             | 1           | 0           | 149    | 35     |
| Totale carriera | Totale carriera | Totale carriera | 197        | 57         |                 | 12              | 4               |                      | 21                   | 5                    |             | 1           | 0           | 231    | 66     |

### Cronologia presenze e reti in nazionale
| Cronologia completa delle presenze e delle reti in nazionale ― Ghana | Cronologia completa delle presenze e delle reti in nazionale ― Ghana | Cronologia completa delle presenze e delle reti in nazionale ― Ghana | Cronologia completa delle presenze e delle reti in nazionale ― Ghana | Cronologia completa delle presenze e delle reti in nazionale ― Ghana | Cronologia completa delle presenze e delle reti in nazionale ― Ghana | Cronologia completa delle presenze e delle reti in nazionale ― Ghana | Cronologia completa delle presenze e delle reti in nazionale ― Ghana |
| Data                                                                 | Città                                                                | In casa                                                              | Risultato                                                            | Ospiti                                                               | Competizione                                                         | Reti                                                                 | Note                                                                 |
| -------------------------------------------------------------------- | -------------------------------------------------------------------- | -------------------------------------------------------------------- | -------------------------------------------------------------------- | -------------------------------------------------------------------- | -------------------------------------------------------------------- | -------------------------------------------------------------------- | -------------------------------------------------------------------- |
| 25-5-2017                                                            | Accra                                                                | Ghana                                                                | 1 – 1                                                                | Benin                                                                | Amichevole                                                           | -                                                                    | 23’                                                                  |
| 5-1-2022                                                             | Al Khawr                                                             | Algeria                                                              | 3 – 0                                                                | Ghana                                                                | Amichevole                                                           | -                                                                    |                                                                      |
| 10-1-2022                                                            | Yaoundé                                                              | Marocco                                                              | 1 – 0                                                                | Ghana                                                                | Coppa d'Africa 2021 - 1º turno                                       | -                                                                    | 86’                                                                  |
| 14-1-2022                                                            | Yaoundé                                                              | Gabon                                                                | 1 – 1                                                                | Ghana                                                                | Coppa d'Africa 2021 - 1º turno                                       | -                                                                    | 65’ 90+4’                                                            |
| 18-1-2022                                                            | Garoua                                                               | Ghana                                                                | 2 – 3                                                                | Comore                                                               | Coppa d'Africa 2021 - 1º turno                                       | -                                                                    | 60’                                                                  |
| 5-6-2022                                                             | Luanda                                                               | Rep. Centrafricana                                                   | 1 – 1                                                                | Ghana                                                                | Qual. Coppa d'Africa 2023                                            | -                                                                    | 63’                                                                  |
| 23-3-2023                                                            | Kumasi                                                               | Ghana                                                                | 1 – 0                                                                | Angola                                                               | Qual. Coppa d'Africa 2023                                            | -                                                                    | 69’                                                                  |
| 27-3-2023                                                            | Luanda                                                               | Angola                                                               | 1 – 1                                                                | Ghana                                                                | Qual. Coppa d'Africa 2023                                            | -                                                                    | 61’                                                                  |
| 18-6-2023                                                            | Antananarivo                                                         | Madagascar                                                           | 0 – 0                                                                | Ghana                                                                | Qual. Coppa d'Africa 2023                                            | -                                                                    | 74’                                                                  |
| 14-10-2023                                                           | Charlotte                                                            | Messico                                                              | 2 – 0                                                                | Ghana                                                                | Amichevole                                                           | -                                                                    | 64’                                                                  |
| 17-10-2023                                                           | Nashville                                                            | Stati Uniti                                                          | 4 – 0                                                                | Ghana                                                                | Amichevole                                                           | -                                                                    | 64’                                                                  |
| 8-1-2024                                                             | Kumasi                                                               | Ghana                                                                | 0 – 0                                                                | Namibia                                                              | Amichevole                                                           | -                                                                    | 71’                                                                  |
| 14-1-2024                                                            | Abidjan                                                              | Ghana                                                                | 1 – 2                                                                | Capo Verde                                                           | Coppa d'Africa 2023 - 1º turno                                       | -                                                                    | 54’ 62’                                                              |
| 18-1-2024                                                            | Abidjan                                                              | Egitto                                                               | 2 – 2                                                                | Ghana                                                                | Coppa d'Africa 2023 - 1º turno                                       | -                                                                    | 89’                                                                  |
| 22-1-2024                                                            | Abidjan                                                              | Mozambico                                                            | 2 – 2                                                                | Ghana                                                                | Coppa d'Africa 2023 - 1º turno                                       | -                                                                    | 46’                                                                  |
| 5-9-2024                                                             | Kumasi                                                               | Ghana                                                                | 0 – 1                                                                | Angola                                                               | Qual. Coppa d'Africa 2025                                            | -                                                                    | 82’                                                                  |
| Totale                                                               |                                                                      | Presenze                                                             | 16                                                                   |                                                                      | Reti                                                                 | 0                                                                    |                                                                      |

## Palmarès

### Club

#### Competizioni nazionali
- Campionato belga: 1

Genk: 2018-2019
- Supercoppa del Belgio: 1

Genk: 2019
- Campionato MLS: 1

LA Galaxy: 2024